# Liste der UNESCO Global Geoparks

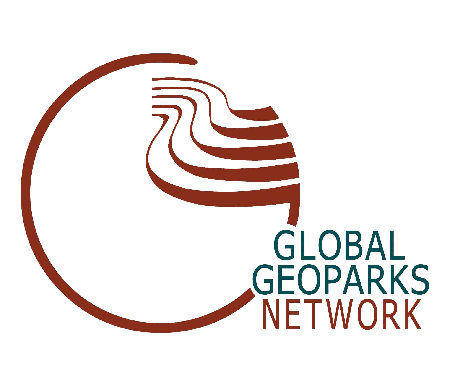
Logo des Global Geopark Network

Die UNESCO hat weltweit 229 Geoparks in 48 Staaten (Stand Mai 2025) im Rahmen des International Geoscience and Geoparks Programme (IGGP) als Gebiete mit besonderem geologischen Erbe von internationaler geowissenschaftlicher Bedeutung anerkannt und ihnen den Titel UNESCO Global Geopark verliehen. Diese Geoparks sind in dem Global Geoparks Network zusammengeschlossen. Fünf der Geoparks sind grenzüberschreitend.

## Listen
Die weltweite Auflistung der UNESCO Global Geoparks ist geographisch nach Kontinenten unterteilt.
- Liste der UNESCO Global Geoparks in Afrika
- Liste der UNESCO Global Geoparks in Amerika
- Liste der UNESCO Global Geoparks in Asien
- Liste der UNESCO Global Geoparks in Australien und Ozeanien
- Liste der UNESCO Global Geoparks in Europa
- Liste der UNESCO Global Geoparks ohne Kontinentalbezug